# Yodsawat Montha
Yodsawat Montha (thailändisch บดินทร์ ผาลา, * 11. November 1995 in Yasothon) ist ein thailändischer Fußballspieler.

## Karriere
Yodsawat Montha spielte von 2013 bis 2015 bei Police United in Bangkok. 2013 wurde er an Look E San FC und 2014 an Nonthaburi FC ausgeliehen. 2015 wurde er mit Police Meister der Thai Premier League Division 1. Da der Verein ab 2016 gesperrt wurde, verließ er den Club. 2016 wechselte er zum Zweitligisten Nakhon Pathom United FC nach Nakhon Pathom. Nach einem Jahr verließ er Nakhon Pathom und schloss sich Buriram United aus Buriram an. Nach der Hinserie 2017 unterschrieb er einen Vertrag beim Ligakonkurrenten Port FC in Bangkok. Die Hinserie 2018 wurde er an den Erstligisten Ubon UMT United aus Ubon Ratchathani ausgeliehen. Die Rückserie erfolgte eine Ausleihe an den Erstligisten PT Prachuap FC aus Prachuap. Die Rückserie 2019 spielte er auf Leihbasis beim Zweitligisten Nongbua Pitchaya FC in Nong Bua Lamphu. Anfang 2020 kehrte er nach der Ausleihe nach Bangkok zurück. Im Anschluss wechselte er auf Leihbasis zum Drittligisten Songkhla FC nach Songkhla. Mit Sonkhkla spielte er in der Southern Region der dritten Liga. Am Ende der Spielzeit wurde er mit dem Verein Meister der Region. In den Aufstiegsspielen zur zweiten Liga konnte man sich nicht durchsetzen. Im März 2021 kehrte er zum Port FC zurück. Im Juni 2021 wurde er für ein weiteres Jahr von Port nach Songkhla ausgeliehen. Zu Beginn der Saison 2022/23 wechselte er ebenfalls auf Leihbasis zum Erstligaaufsteiger Lampang FC. Nach einer Saison Erstklassigkeit musste er mit dem Verein aus Lampang am Ende der Saison als Tabellenletzter wieder den Weg in die zweite Liga antreten. Nach Vertragsende beim Port FC unterschrieb er im Juli 2023 einen Vertrag beim Zweitligisten Kasetsart FC. Am Ende der Saison 2023/24 belegte er mit Kasetsart den 16. Tabellenplatz und musste somit in die dritte Liga absteigen. Nach dem Abstieg verließ er den Verein und schloss sich dem Zweitligisten Nakhon Si United FC an.

## Erfolge
Songkhla FC
- Thai League 3 – South: 2020/21